# Vetenskapsåret 1736

## Pristagare
- Copleymedaljen: John Theophilus Desaguliers

## Födda
- Erland Samuel Bring (död 1798), svensk matematiker.
- Edward Waring (död 1798), matematiker, se även Warings problem
- 19 januari – James Watt (död 1819), matematiker och ingenjör
- 25 januari – Joseph-Louis Lagrange (död 1818), matematiker och astronom
- 14 juni – Charles-Augustin de Coulomb (död 1806), fysiker
- 16 augusti – Valentin Rose den äldre (död 1771), tysk kemist
- 26 augusti – Jean-Baptiste Romé de l'Isle (död 1790), fransk mineralog

## Avlidna
- 7 februari – Stephen Gray (född 1666), brittisk fysiker
- 16 september – Gabriel Fahrenheit (född 1686), fysiker och ingenjör